# Pan-nationalisme
Pan-nationalisme is een volkenkundig streven om de mensen van dezelfde natie te verenigen in één staat (een natiestaat). Dit kan op grond van taal, afkomst, cultuur, religie of anderszins zijn. Pan-nationalisme moet niet verward worden met imperialisme, al drukt het zich daar vaak wel in uit.

## Uitleg

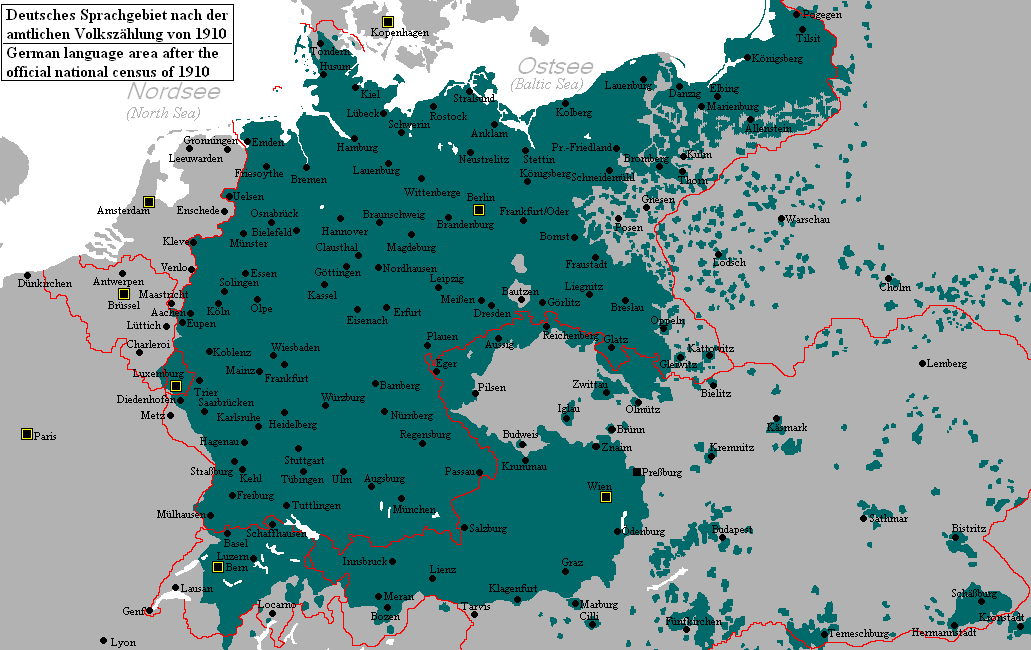
Duits taalgebied in 1910; Duitse pan-nationalisten streefden naar de vereniging ervan in één staat.

Bij pan-nationalisme is er meestal sprake van een 'thuisland' en 'irredenta'. Het thuisland (of 'vaderland' of 'moederland') is een land waar de natie een meerderheid heeft, de irredenta kunnen gebieden zijn die vroeger deel uitmaakten van het thuisland, maar door historische ontwikkelingen hiervan gescheiden zijn, dan wel de nationale staatsontwikkeling niet hebben gevolgd. Het gaat dan om gebieden die weliswaar door de betrokken natie bewoond worden maar (nog) geen deel kunnen uitmaken van de moderne nationale staat in kwestie, bijvoorbeeld omdat een nabuurstaat ze onder zijn beheer heeft en niet prijs wil geven. Ook kan het gebieden betreffen waar de betrokken natie een minderheid vormt, en de bevolking om die reden zich in meerderheid ertegen verzet om geannexeerd te worden.

### Het begrip irredentisme

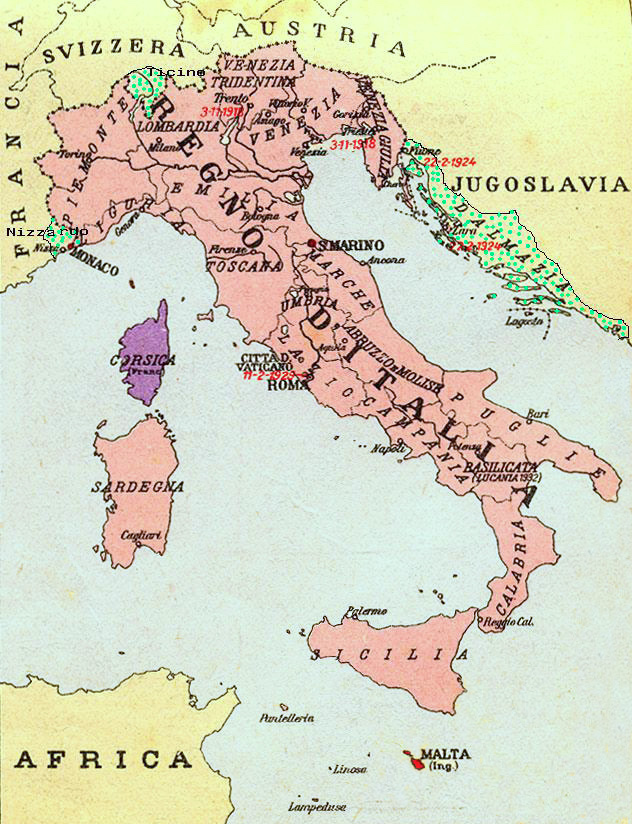
Koninkrijk Italië en zijn irredentia.

Het woord irredenta ('niet-teruggegeven [gebieden]') komt uit het Italiaans en is afgeleid van het 19e-eeuwse begrip Italia irredenta (vrij vertaald 'het (nog) niet teruggegeven/gewonnen Italië'); men doelde daarbij op verondersteld Italiaans grondgebied dat nog niet aan het Koninkrijk Italië behoorde, maar dat historisch gezien wel zou moeten; met andere woorden, de Italiaanse eenwording was nog niet voltooid, meende men. Daarbij verwees men onder meer naar het Romeinse Rijk, hoewel dat een veelvolkerenstaat was en veel groter dan de irrendentistische aanspraken ging van de 19e- en vroege 20e-eeuwse Italiaanse pan-nationalisten. Het belangrijkste argument was dat er in de irredenta veel etnische Italianen woonden, en deze daarom thuishoorden in de Italiaanse staat.

### De irredenta
In algemene zin is het vaak zo dat in irredenta minstens een minderheid van de natie van het thuisland woont, en vaak meent deze minderheid in het (nieuwe) niet-thuisland, waarin een andere natie domineert, onderdrukt te worden. Dit kan leiden tot separatisme: verzelfstandiging of (her)aansluiting bij het nationale thuisland. Dan spreekt men van pan-nationalisme vanuit de kant van de minderheid.

### Het thuisland
Het thuisland, althans in de moderne vorm van een nationale staat die de nationale traditie draagt, kan aanspraken maken op de gebieden die de natie heeft verloren in het verleden. Dit is pan-nationalisme bedreven vanuit de staat waarin de natie de meerderheid vormt. Het richt zich op gebieden waar die natie ook vertegenwoordigd is als bevolkingsmeerderheid, en vaak alleen als minderheid leeft of soms zelfs een historisch inmiddels verdwenen verschijnsel is. De tot de natie behorende bevolking in die gebieden kan zijn geassimileerd of verdreven door middel van nationale dan wel etnische zuivering, waarmee niet alleen hereniging van grondgebied maar ook de terugkeer van de bevolking in het geding komt. 

### Vervreemding
Het kan ook zijn dat irredenta en thuisland van elkaar vervreemden, door bijvoorbeeld een langdurige scheiding, of door andere politieke ontwikkelingen tussen beide staten, zoals tussen 1948 en 1989 het geval was tussen de Duitse Democratische Republiek en de Bondsrepubliek. Dat geldt nog steeds voor Noord en Zuid-Korea, waartussen een hereniging in betrekkelijk korte tijd vrijwel onmogelijk is geworden. De Duitse hereniging slaagde uiteindelijk wel, toen in 1990 de Koude Oorlog afliep, maar ondanks dat Duitsers nu weer ein Volk zijn, bestaat er tussen delen van hen nog steeds verschil tussen 'Ossies' en 'Wessies'.
Veel vroegere staatkundige, en dan met nam feodale, verbanden die het natiegebied omvatten, konden in de moderne tijd geen basis meer zijn voor staatsvorming. Democratisering betekende in die gevallen dat een natie zich politiek wilde gaan organiseren. Het nationale denken verschafte daaraan legitimiteit. Alleen wanneer 'het volk' dit streven ging dragen, kon een nationale democratische staatsordening ontstaan. Soms bleef het bij een vergeefs streven van een elite die onvoldoende wortel onder 'het volk' schoot, zoals in het geval van grootneerlandisme en rattachisme. De staten die 'Nederland' en 'Vlaanderen' verenigden (Habsburgse Nederlanden, 1549-1585/1648, Verenigd Koninkrijk der Nederlanden, 1815-1830/1839) en 'Frankrijk' en 'Wallonië' (Eerste Franse Republiek en Eerste Franse Keizerrijk, 1795-1813/1815) hebben te weinig wortel kunnen schieten om een blijvende basis voor staatsvorming te kunnen zijn. Dat geldt op vele plaatsen in Europa en een modern voorbeeld is de korte periode tussen 1921 en 1944 waarin van Roemeens-Moldavische hereniging dan wel vereniging sprake was.

## Voorbeelden

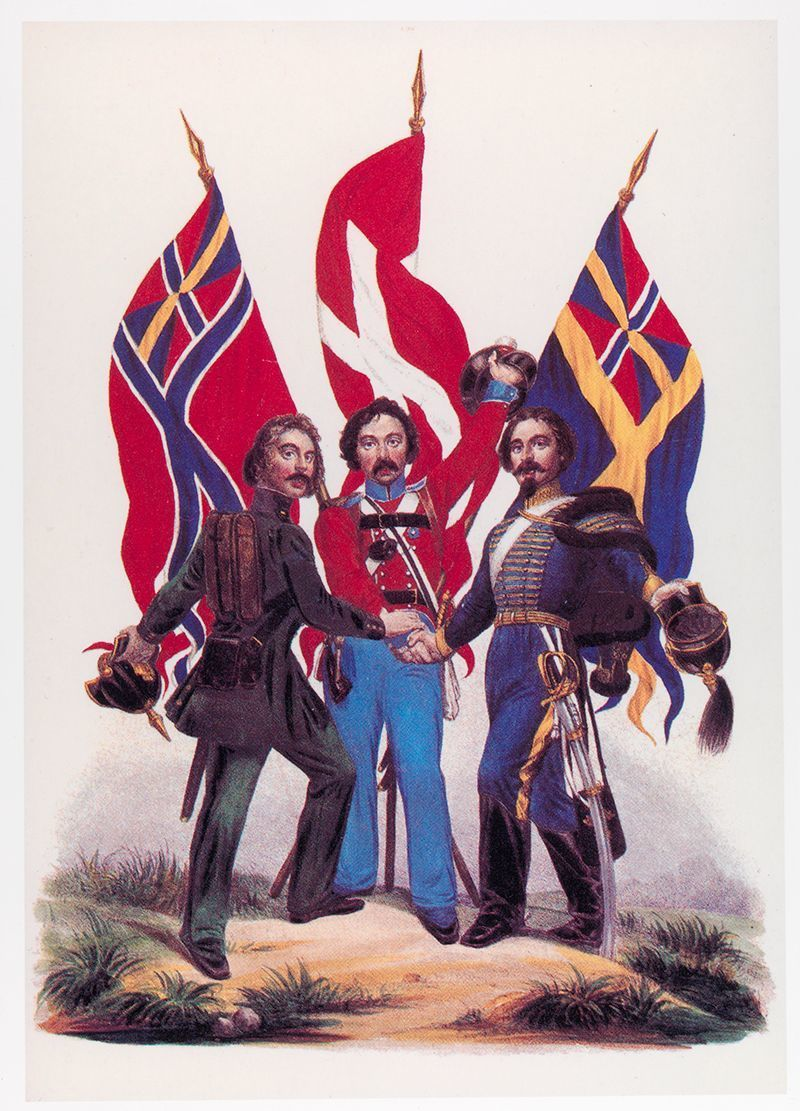
Scandinavisme: Een Noor, een Zweed en een Deen schudden de handen.

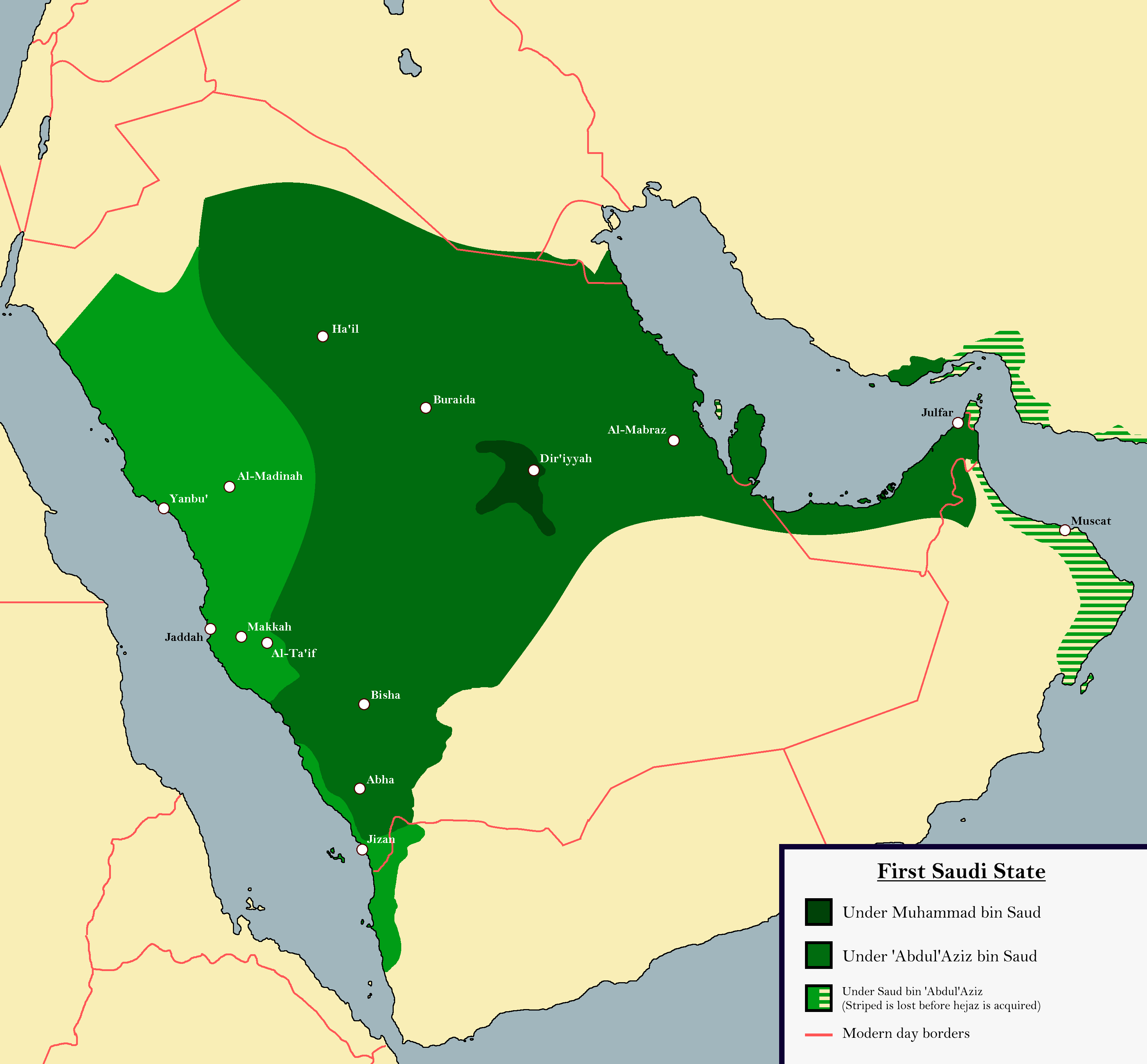
De maximale omvang van Saoedi-Arabië.

De hoofdstromen worden eerst aangegeven, met daarbij de 'ondervormen', die een zekere overeenkomst hebben met de hoofdstroom, maar dan op slechts een deelgebied ervan.   
- Groot-Albanië; vereniging van Albanië en Kosovo, eventueel met delen van Macedonië, Griekenland (met name Epirus) en Montenegro.
- Groot-Bangladesh; vereniging van Bangladesh en West-Bengalen, eventueel ook Tripura.
- Groot-België; hereniging van België en Luxemburg.
- Groot-China; vereniging van China, Hongkong, Macau en Taiwan.
- Groot-Finland; vereniging van Finland en Karelië, eventueel ook grensgebieden met Zweden en Noorwegen.
- Groot-Hongarije; herstel van de staat in de omvang van het Hongaarse koninkrijk vóór de Eerste Wereldoorlog met inbegrip van Burgenland, Slowakije, Transsylvanië, de Vojvodina en eventueel ook Kroatië.
- Groot-Ierland; vereniging van de republiek Ierland en Noord-Ierland.
- Groot-Indonesië; vereniging van Indonesië, Oost-Timor, Ashmore- en Cartiereilanden , Christmaseiland en Cocoseilanden.
- Groot-Maleisië; vereniging van Maleisië, Singapore, Brunei en het zuiden van Thailand.
- Groot-Mongolië; vereniging van Mongolië, en Binnen-Mongolië.
- Grootneerlandisme; vereniging van de (al dan niet historische) Nederlandstalige taalgebieden of Lage Landen
  - Dietsland; het staatkundig streven voor meer eenheid in de Nederlanden
    - Heel-Nederland; hereniging van Nederland, België, Luxemburg (land), en eventueel  Franse Nederlanden en de aangrenzende delen van Duitsland (Oost-Friesland en Rijnland) om cultuurhistorische redenen. In feite was de Benelux een staatkundige samenwerking op dezelfde grondslag maar zonder ideologische lading.
    - Groot-Nederland; vereniging van Nederland & Vlaanderen (al dan niet inclusief Frans-Vlaanderen) door op taal gesteunde redenen.
- Panafrikanisme; vereniging van Zwart Afrika en enkele gebieden in de Caraïbische Zee.
  - Groot-Zuid-Afrika: vereniging van Zuid-Afrika, Leshoto en Swaziland.
  - Rhodesië: vereniging van Zambia (Noord-Rhodesië) en Zimbabwe (Zuid-Rhodesië)
  - Senegambia: vereniging van Senegal en Gambia
- Panarabisme; vereniging van de Arabische wereld.
  - Groot-Saoedi-Arabië; vereniging van Saoedi-Arabië, Bahrein, Qatar en de Verenigde Arabische Emiraten. Zie Eerste en Tweede Saoedische Staat.
  - Groot-Irak; vereniging van Irak en Koeweit.
  - Groot-Marokko; vereniging van Marokko (inclusief de Westelijke Sahara), Mauritanië, de provincies Tindouf en Béchar in West-Algerije, de Spaanse enclaves in het noorden Plazas de soberanía.
  - Groot-Mauritanië; vereniging van Mauritanië en Westelijke Sahara.
  - Groot-Palestina; vereniging van Palestina (inclusief Israël) en Jordanië. Zie Mandaatgebied Palestina.
  - Groot-Somalië; vereniging van Somalië, Djibouti en de regio Ogaden in Ethiopië.
  - Groot-Syrië; vereniging van Syrië, Libanon en de Turkse provincie Hatay. Zie Frans Mandaat Syrië.
  - Groot-Sudan; vereniging van Noord-Sudan en Zuid-Sudan.
- Pangermanisme; vereniging van alle Germaanse volkeren onder Duitse leiding.
  - Groot-Duitsland; vóór en tijdens de Tweede Wereldoorlog: vereniging van Duitsland, Oostenrijk, Sudetenland, Elzas-Lotharingen en de in 1919 aan Polen afgestane gebieden (West-Pruisen en Posen, (zie ook Klein-Duitse richting en Groot-Duitse richting). Terzijde in en in kleiner verband:
  - Groot-Nederlandse gedachte; vereniging van Nederland en Vlaanderen (inclusief Brussel), eventueel ook Frans-Vlaanderen of Duitse grensgebieden.
  - Scandinavisme; vereniging van Denemarken, Zweden, IJsland en Noorwegen, eventueel ook Finland.
- Panhellenisme; vereniging van alle Grieken, met name Griekenland, met Cyprus en Zuid-Albanië, en vóór 1921 delen van Turkije inclusief Constantinopel-Istanboel.
- Paniranisme; vereniging van alle Iraanse volkeren in de Kaukasus, Afghanistan en de voormalige Aziatische Sovjetrepublieken. 
  - Pan-Koerdisme; vereniging van de Koerden in Turkije, Iran, Irak, Syrië en de Kaukasus.
- Panlatinisme; vereniging van alle Romaanse volkeren.
  - Groot-Colombia; vereniging van Colombia, Venezuela, Ecuador en Panama.
  - Spaans irredentisme; vereniging van Spanje, Andorra,  Gibraltar, Frans-Baskenland, Roussillon en eventueel ook het voormalige Spaans-Marokko.
  - Irridentisme; vereniging van Italiaanssprekende of anderszins historisch Italiaanse (c.q. Genuese en Venetiaanse) gebieden met de staat Italië: de oostelijke Provence (Nice-Nizza), San Marino, Vaticaanstad, Corsica, Istrië, Dalmatië, Malta, de Albanese kust en enkele Griekse eilanden.
  - Groot-Roemenië, vereniging van Roemenië, Moldavië, eventueel ook grensgebieden met Servië, Oekraïne en Bulgarije.
  - Paniberisme; vereniging van Spanje, Portugal en Andorra.
  - Panibero-amerikanisme; vereniging van Latijns-Amerika.
  - Rattachisme; vereniging van Frankrijk, Wallonië, Luxemburg, Monaco en Kanaaleilanden, eventueel ook Romandië.
- Panslavisme; in de 19de eeuw de vereniging van alle Slavische volkeren onder Russische leiding maar via tussenstadia in het streven naar staatkundige vereniging van Slavische volken per regio, zoals:
  - Joegoslavisme/Illyrisme; vereniging van alle Zuid-Slaven.
    - Groot-Servië; vereniging van Servië, Montenegro, de Servische Republiek, eventueel ook Dalmatië, Slavonië, Macedonië en de rest van Bosnië en Herzegovina.
    - Verenigd Macedonië; vereniging van Macedonië, Grieks Macedonië en Bulgaars Macedonië (zie ook Macedonië (regio)).

  - Groot-Rusland herstel van het oude Rusland zoals dat als keizerrijk en als Sovjet-Unie bestond vóór 1990, door herinlijving van de drie Baltische staten (eventueel Finland inbegrepen), Wit-Rusland, Oekraïne, en de Kaukasische staten.
  - Tsjechoslowakisme; vereniging van Tsjechië en Slowakije, inbegrepen de Lausitz in het zuidoosten van Duitsland.
- Panturkisme (Turanisme); vereniging van alle Turkse volkeren, namelijk die in de Kaukasus, op de Krim en in het Aziatisch deel van de voormalige Sovjet-Unie evenals het noordoostelijk deel van Griekenland (Saloniki).
  - daarbinnen Groot-Azerbeidzjan; vereniging van Azerbeidzjan en Iraans-Azerbeidzjan.
  - Groot-Kazachstan; vereniging van Kazachstan met Oblast Orenburg.
  - Groot-Turkije; vereniging van Turkije, Noord-Cyprus en enkele Griekse eilanden voor de Turkse kust.

## Pan-continentalisme
Verwant aan het pan-nationalisme zijn pan-continentale bewegingen, die streven naar de politieke eenwording van verschillende landen binnen een continent, zonder dat deze noodzakelijk van dezelfde natie zijn:
- Panamerikanisme; vereniging van Amerika.
- Panafrikanisme; vereniging van Afrika.
- Europeanisme; vereniging van Europa.